# Superprestige veldrijden 2006-2007
De Superprestige veldrijden 2006-2007 ging van start op 15 oktober 2006 in Ruddervoorde en eindigde op 17 februari 2007 met de GP Fidea in Vorselaar. Sven Nys won de competitie met grote overmacht; hij wist als eerste renner in de geschiedenis van de Superprestige alle acht wedstrijden te winnen. 

## Puntenverdeling
Punten werden toegekend aan alle crossers die in aanmerking kwamen voor Superprestige-punten. De top vijftien ontving punten aan de hand van de volgende tabel:
| Positie | 1  | 2  | 3  | 4  | 5  | 6  | 7 | 8 | 9 | 10 | 11 | 12 | 13 | 14 | 15 |
| Punten  | 15 | 14 | 13 | 12 | 11 | 10 | 9 | 8 | 7 | 6  | 5  | 4  | 3  | 2  | 1  |

## Mannen elite

### Kalender en podia
| Datum      | Locatie                                                | Cat. | Eerste   | Tweede              | Derde               | Leider in het klassement |         |
| ---------- | ------------------------------------------------------ | ---- | -------- | ------------------- | ------------------- | ------------------------ | ------- |
| 15/10/2006 | Cyclocross Ruddervoorde, Ruddervoorde                  | C1   | Sven Nys | Sven Vanthourenhout | Bart Wellens        | Sven Nys                 | details |
| 29/10/2006 | Superprestige Sint-Michielsgestel, Sint-Michielsgestel | C1   | Sven Nys | Kevin Pauwels       | Richard Groenendaal | Sven Nys                 | details |
| 19/11/2006 | Cyclocross Asper-Gavere, Gavere                        | C1   | Sven Nys | Erwin Vervecken     | John Gadret         | Sven Nys                 | details |
| 26/11/2006 | Cyclocross Gieten, Gieten                              | C1   | Sven Nys | Gerben de Knegt     | Klaas Vantornout    | Sven Nys                 | details |
| 10/12/2006 | Bollekescross, Zogge                                   | C1   | Sven Nys | Bart Wellens        | Erwin Vervecken     | Sven Nys                 | details |
| 31/12/2006 | Cyclocross Diegem, Diegem                              | C1   | Sven Nys | Bart Wellens        | Kevin Pauwels       | Sven Nys                 | details |
| 04/02/2007 | Vlaamse Aardbeiencross, Hoogstraten                    | C1   | Sven Nys | Richard Groenendaal | Gerben de Knegt     | Sven Nys                 | details |
| 17/02/2007 | GP Fidea, Vorselaar                                    | C1   | Sven Nys | Klaas Vantornout    | Erwin Vervecken     | Sven Nys                 | details |

### Eindklassement
Naar aanleiding van 25 jaar superprestige waren er in Gavere en Diegem dubbele punten te verdienen.
| #  | Veldrijder          | Punten |
| -- | ------------------- | ------ |
| 1. | Sven Nys            | 150    |
| 2. | Erwin Vervecken     | 110    |
| 3. | Bart Wellens        | 103    |
| 4. | Sven Vanthourenhout | 99     |
| 5. | Gerben de Knegt     | 95     |